# Порто Торес
Порто Торес (итал. Porto Torres) је насеље у Италији у округу Сасари, региону Сардинија.
Према процени из 2011. у насељу је живело 21653 становника. Насеље се налази на надморској висини од 16 м.

## Становништво
Према резултатима пописа становништва 2011. у општини је живело 22.391 становника.
| 1931. | 1936. | 1951. | 1961.  | 1971.  | 1981.  | 1991.  | 2001.  | 2011.  |
| ----- | ----- | ----- | ------ | ------ | ------ | ------ | ------ | ------ |
| 7.116 | 7.311 | 9.118 | 11.199 | 16.230 | 20.990 | 21.264 | 21.064 | 22.391 |